# Pointe-Lebel
Pointe-Lebel est une municipalité de village dans Manicouagan, sur la Côte-Nord, au Québec (Canada).

## Toponymie
Son nom rappelle celui du premier habitant à s'y établir en 1902 : Norbert Lebel.

## Démographie

### Population
| 1991  | 1996  | 2001  | 2006  | 2011  | 2016  | 2021  |
| ----- | ----- | ----- | ----- | ----- | ----- | ----- |
| 1 818 | 2 011 | 1 931 | 1 958 | 1 973 | 1 918 | 1 817 |

### Langues
En 2011, sur une population de 1975 habitants, Pointe-Lebel comptait 99,5 % de francophones et 0,5 % d'innuphones (innu-aimun) .

## Représentations fédérale et provinciale
Pointe-Lebel fait partie de la circonscription fédérale de Manicouagan au Parlement du Canada et de la circonscription de René-Lévesque à l'Assemblée nationale du Québec.

## Administration
Les élections municipales se font en bloc et suivant un découpage de six districts. En date du 28 novembre 2021, l'avocat René Labrosse a remporté l'élection municipale à la Mairie de la Municipalité de Pointe-Lebel. Il a été officiellement assermenté au poste de Maire le 30 novembre 2021. Le 25 août 2022, la Cour supérieure l'a déclaré inhabile à siéger.
| Pointe-Lebel Maires depuis 2001                                                                                      |                                 |                                        |          |
| Élection | Maire                           | Qualité                                | Résultat |
| 2001 | Ghislain Beaudin                |                                        | Voir     |
| 2005 | Ghislain Beaudin                | Voir                                   |          |
| 2009 | Ghislain Beaudin                | Voir                                   |          |
| 2013 | Normand Morin                   |                                        | Voir     |
| 2017 | Normand Morin                   | Voir                                   |          |
| 2021 | René Labrosse, avocat           | candidat défait Jessy Major, ingénieur | Voir     |
| août 2022 | Gino Boucher                    | Maire suppléant                        | Voir     |
| janv. 2023 | Commission municipale du Québec |                                        | Voir     |
| fév. 2023 | Michelle Martin                 |                                        | Voir     |
| Élection partielle en italique Depuis 2005, les élections sont simultanées dans toutes les municipalités québécoises |                                 |                                        |          |

## Incendie de l'école La Marée
La nuit du 19 au 20 mai 2009, l'école primaire La Marée a été victime d'un incendie d'origine criminel. Le feu a complètement ravagé le toit de l'immeuble, mais c'est la pression des lances à incendie des pompiers qui a causé la majorité des dommages. L'incendie a provoqué des pertes de cinq millions de dollars canadiens à la Commission scolaire de l'Estuaire. Pendant le reste de l'année scolaire 2008-2009, les écoliers ont été relocalisés dans deux édifices que la municipalité de Pointe-Lebel a accepté de prêter pour éviter que ceux-ci ne soient envoyés dans les écoles de Baie-Comeau. L'école, reconstruite à partir des fondations existantes, a officiellement rouvert ses portes à la rentrée scolaire 2010-2011.